# 戴夫·巴克什
戴夫·尼扎姆·巴克什（英语:David Nizam Baksh，昵称 Brownsound，1980年9月26日—），是加拿大朋克乐队魔数41的和声、吉他手。他于1997年加入乐队，后因故于2006年退出，2015年又重新加入。离队9年间，他建立了自己的乐队Brown Brigade。

## 早年
戴夫出生于加拿大安大略阿贾克斯，在早年受Anthrax, Megadeth和Metallica影响很深，这也使他将走上音乐道路。
他后来在高中遇到了将来组乐队的伙伴，德里克和史蒂夫，并决定一同组建Sum 41。

## 个人生活
戴夫有印度、圭亚那混血血统。他在阿贾克斯长大，组建乐队。